# Retonfey
Retonfey è un comune francese di 1 344 abitanti situato nel dipartimento della Mosella nella regione del Grand Est.

## Storia

### Simboli
Le fasce d'oro e d'azzurro sono l'emblema dell'Haut-Chemin, parte della regione di Metz alla quale apparteneva Retonfey. La forma del mantellato ricorda il mantello tagliato di san Martino, patrono della parrocchia.

### Onorificenze
- Croix de guerre 1939-1945

## Società

### Evoluzione demografica
Abitanti censiti